# Tour della nazionale maschile di rugby a 15 della Nuova Zelanda 1897
Nel Luglio 1897 la nazionale neozelenadese di rugby si reca in Australia Non sono disputati dei test Match, non esistendo ancora una nazionale australiana

## La squadra
- Manager: I. Hyams
- Capitano: A. Bayly

| Name            | Position   | Province   |
| --------------- | ---------- | ---------- |
| S.A. Orchard    | Tre-quarti | Canterbury |
| L. Allen        | Tre-quarti | Taranaki   |
| A.M. Armit      | Tre-quarti | Otago      |
| A. Bayly        | Tre-quarti | Taranaki   |
| W. Roberts      | Tre-quarti | Wellington |
| G.W. Smith      | Tre-quarti | Auckland   |
| J. Duncan       | Tre-quarti | Otago      |
| E. Glennie      | Tre-quarti | Canterbury |
| A.L. Humphries  | Tre-quarti | Taranaki   |
| J.A. Blair      | Avanti     | Wanganui   |
| F.J. Brooker    | Avanti     | Canterbury |
| J.J. Calnan     | Avanti     | Wellington |
| R.A. Handcock   | Avanti     | Auckland   |
| W.R. Hardcastle | Avanti     | Wellington |
| W.A. Harris     | Avanti     | Otago      |
| W. McKenzie     | Avanti     | Wellington |
| H.P. Mills      | Avanti     | Taranaki   |
| T.G. Pauling    | Avanti     | Wellington |
| F.S. Murray     | Avanti     | Auckland   |
| W.J.G. Wells    | Avanti     | Taranaki   |
| A. Wilson       | Avanti     | Auckland   |

## Risultati
| Sydney 3 luglio 1897 | New South Wales | 8 – 13 | Nuova Zelanda XV | Cricket Ground |

| Bathurst 6 luglio 1897 | Western Districts | 15 – 16 | Nuova Zelanda XV | Bathurst Ground |

| Orange (Australia) 8 luglio 1897 | Central-Western Districts | 3 – 27 | Nuova Zelanda XV | Orange Ground |

| Sydney 10 luglio 1897 | New South Wales | 22 – 8 | Nuova Zelanda XV | Cricket Ground |

| Newcastle (Australia) 14 luglio 1897 | Northern N.S.W. | 0 – 16 | Nuova Zelanda XV | Sports Ground |

| Brisbane 17 luglio 1897 | Queensland | 5 – 16 | Nuova Zelanda XV | Bowen Bridge |

| Brisbane 21 luglio 1897 | Queensland 2nd XV | 5 – 29 | Nuova Zelanda XV | Union Ground |

| Brisbane 24 luglio 1897 | Queensland | 6 – 24 | Nuova Zelanda XV | Exhibition Ground |

| Armidale 27 luglio 1897 | New England | 5 – 53 | Nuova Zelanda XV | Armidale Showground |

| Sydney 31 luglio 1897 | New South Wales | 3 – 26 | Nuova Zelanda XV | Cricket Ground |

| Auckland 7 agosto 1897 | Nuova Zelanda XV | 10 – 11 | Auckland | Potter's Park |